# Azim Sirma
Algazino (em russo:  Азим-Сирма, em tchuvache: Аçăм Çырми, tr.: Acham Sirmi) é uma aldeia da Chuváchia (Rússia), no raïon Vournarskij. Fica a 65 quilómetros da capital Cheboksary.

## Monumentos
Igreja da Assunção de Maria, construída em 2007 sob ideia do monge (Nascido Valery Smirnov) e consagrada em 2007. Depois da morte de padre Vadim, foi eleito abade da igreja o padre Alexis Belov.